# An der Weser (hier hab' ich so manches liebe Mal...)
An der Weser (hier hab' ich so manches liebe Mal...) (conosciuto in Germania anche con il titolo breve An der Weser) è un film muto del 1927 scritto e diretto da Siegfried Philippi.

## Produzione
Il film fu prodotto dall'Albö-Film GmbH di Berlino.

## Distribuzione
Distribuito dall'Albö-Film GmbH, il film fu presentato a Berlino il 19 maggio 1927.